# Ben Turpin
Bernard "Ben" Turpin, född 19 september 1869 i New Orleans, Louisiana, död 1 juli 1940 i Santa Monica, Los Angeles, Kalifornien, var en amerikansk stumfilmsskådespelare. Han medverkade i 236 filmer.

## Filmografi
- 1915 - Charlie som boxare - försäljare vid ringside
- 1915 - Charlie som filmskådespelare - filmstatist i förrummet
- 1915 - Hela natten lång - rumlare
- 1916 - Carmen - smugglaren Remendados
- 1923 - The Daredevil - skådespelaren Joe Magee
- 1923 - Flickan som kom till Hollywood - sig själv
- 1924 - Yukon Jake - sheriff Cyclone Bill
- 1924 - The Hollywood Kid - sig själv
- 1924 - Ten Dollars or Ten Days
- 1926 - A Prodigal Bridegroom - Rodney St. Clair
- 1926 - A Harem Knight - Rodney St. Clair
- 1927 - The Jolly Jilter
- 1931 - Bröllopsdagen - biskopen
- 1940 - Raska sjömän, hallå! - den skelögde rörmokaren